# 36800 Katarinawitt
36800 Katarinawitt è un asteroide della fascia principale. Scoperto nel 2000, presenta un'orbita caratterizzata da un semiasse maggiore pari a 2,2642824 au e da un'eccentricità di 0,1142810, inclinata di 5,17659° rispetto all'eclittica.
L'asteroide è dedicato alla pattinatrice tedesca Katarina Witt.